# Jornada Mundial da Juventude de 2027
A XXXVIII Jornada Mundial da Juventude será um evento religioso a ser realizado na cidade de Seul, na Coreia do Sul. Esta será a primeira vez desde 1995 que JMJ é realizada na Ásia, e a segunda vez na história do evento; a primeira vez foi a Jornada de Manila, nas Filipinas. A JMJ 1995 é até hoje a recordista de peregrinos do evento: 4 milhões participaram da missa de encerramento. Será a terceira visita de um pontífice ao território sul-coreano. A primeira foi em 1989, por São João Paulo II, por razão do Congresso Eucarístico Internacional; e a última, em 2014, quando o Papa Francisco participou do Encontro com a Juventude Asiática.

## Anúncio

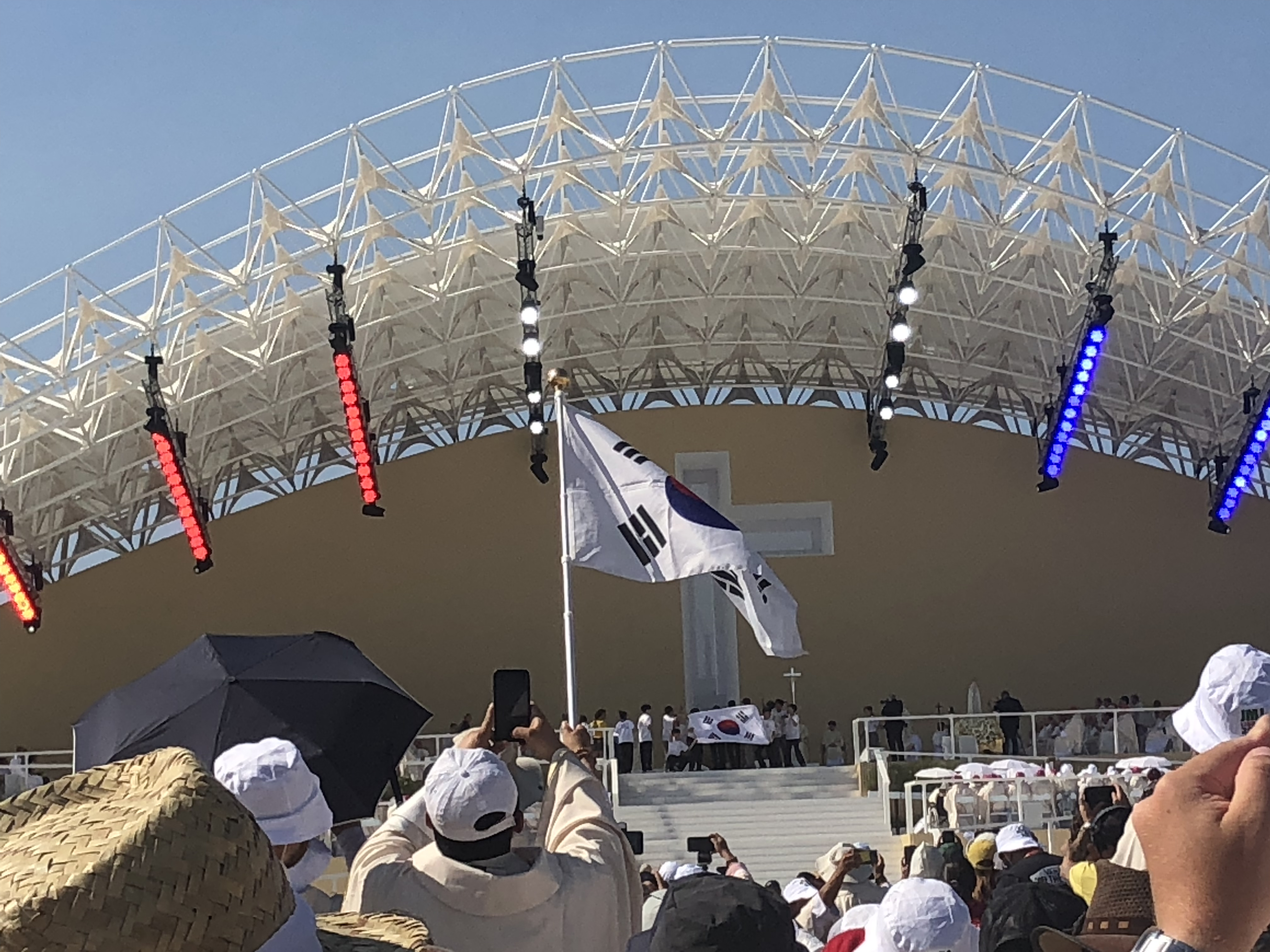
Peregrinos sul-coreanos hasteando sua bandeira na missa de encerramento da JMJ 2023, quando fui anunciado que a próxima Jornada seria a de Seul, em 2027.

O anúncio do evento foi feito pelo Papa Francisco no dia 6 de agosto de 2023, após a missa de encerramento da Jornada Mundial da Juventude de Lisboa, realizada no Parque do Tejo, em Portugal. No momento do anúncio, cerca de 1,5 milhão de pessoas estavam presentes. A Coreia do Sul não tem um grupo religioso majoritário, porém tem assistido a um aumento do número de cristãos, que representam aproximadamente 29% da população, sendo 11% deles católicos. Em 1900, o número de cristãos não chegava a 1% da população.
| “ | E, no final, chega um momento que todos esperam, o anúncio da próxima etapa do caminho. [...] E a próxima Jornada Mundial da Juventude acontecerá na Ásia: será na Coreia do Sul. em Seul. E assim, em 2027, da fronteira ocidental da Europa, se deslocará para o Extremo Oriente. E este é um belo sinal da universalidade da Igreja e do sonho de unidade de que sois testemunhas. | ” |
|   | — Papa Francisco anunciando a sede da JMJ 2027 em Lisboa. |   |

## Lançamento
O lançamento oficial da Jornada ocorreu em um domingo, 28 de julho de 2024, na Catedral da Imaculada Conceição, em Seul, contando com a presença de Dom Giovanni Gaspari, núncio apostólico da Coreia, outros convidados importantes e mais de mil jovens. A declaração oficial de lançamento foi feita pelo arcebispo de Seul, Dom Peter Soon-taick Chung, presidente do Comitê Organizador Local, junto de dois jovens delegados sul-coreanos, o que marca o início dos preparativos para o evento.
O tema escolhido para o lançamento foi: "Hope Ignites in Seoul. Success for WYD Seoul 2027" (em português:  A esperança se acende em Seul. Sucesso para a JMJ Seul 2027, em tradução livre). A cerimônia começou com um desfile de jovens carregando 193 bandeiras de vários países, simbolizando a união global.
Após a cerimônia, uma missa foi celebrada pelo arcebispo de Seul, e concelebrada por outras autoridades da Igreja Católica sul-coreana.
| “ | Estou confiante de que este palco servirá como uma oportunidade e um espaço de esperança para todos vocês. Juntos, desejo cultivar esta esperança compartilhada por meio da JMJ. Acredito que a JMJ representa uma oportunidade inestimável para jovens de todo o mundo, incluindo nossos jovens coreanos, de refletirem e se envolverem com essas tarefas desafiadoras. É imperativo que unamos nossos corações, rezemos juntos e discernamos a orientação do Espírito Santo enquanto nos preparamos sinceramente para esta jornada. | ” |
|   | — Peter Soon-taick Chung, arcebispo de Seul, na cerimônia de lançamento da JMJ 2027. |   |

## Símbolos
O lançamento dos símbolos da Jornada ocorrerão ainda em 2024. O lema está previsto para setembro, e a logomarca para novembro.
O logotipo e o tema da Jornada Mundial da Juventude foi anunciado no dia 24 de setembro em Conferência de Imprensa pela Secretaria de Publicidade do Escritório do papa. Com o tema "Tenha coragem, eu venci o mundo" Jo 16, 33.

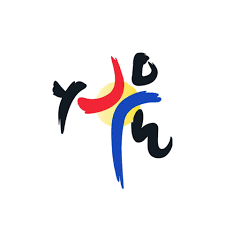
Logotipo da Jornada Mundial da Juventude em Seul, 2027